# Sheni gulistvis
Sheni gulistvis (in georgiano: შენი გულისთვის, Per te) è il singolo di debutto del gruppo musicale georgiano Iriao, pubblicato il 28 marzo 2018 su etichetta discografica Universal Music.
Scritto da Irina Sanikidze, il 31 dicembre 2017 gli Iriao sono stati selezionati internamente dall'ente radiotelevisivo georgiano GPB come rappresentanti georgiani per l'Eurovision Song Contest. Il brano è stato presentato e pubblicato il 13 marzo 2018 e rappresenterà la Georgia all'Eurovision Song Contest 2018, a Lisbona, in Portogallo.
Il brano gareggerà nella seconda semifinale del 10 maggio 2018, competendo con altri 17 artisti per uno dei dieci posti nella finale del 12 maggio.

## Tracce
Download digitale
1. Sheni gulistvis – 3:02